# Jessica Fridrich
Jessica Fridrich, née en 1964, est professeur à l'université d'État de New York à Binghamton. Elle est connue pour être la fondatrice de la méthode CFOP (aussi appelée méthode Fridrich), qui est la méthode la plus couramment utilisée pour la résolution rapide du Rubik's Cube, aussi connue sous le nom de speedcubing.
Fascinée par les énigmes et géométries complexes, Jessica Fridrich a même la signature de l'inventeur du Rubik's Cube : Ernő Rubik, dans son carnet. En 2003, elle a terminé 2e au championnat du monde de Rubik's Cube à Toronto, au Canada.
Dans la communauté speedcubing, elle est considérée comme l'un des pionniers du speedcubing, avec Lars Petrus. Presque tous les speedcubers les plus rapides ont utilisé la méthode de Fridrich, généralement appelée CFOP (Les lettres correspondent aux quatre étapes de la méthode : Cross, First two layers, Orientation of the last layer, Permutation of the last layer).

## Méthode
Cette méthode décrit la résolution du cube de manière couche par couche. D'abord, une "croix" s'effectue sur la première couche avec les deux "arêtes" des quatre faces au-dessus. Puis, les deux premières couronnes (F2L) se procèdent simultanément. Après, s'exécutent les OLL (Orientation of Last Layer), c'est-à-dire ; faire la face opposée de celle du début. Et pour finir, ce sont les PLL (Permutation of Last Layer) qui se pratiqueront, c'est-à-dire la dernière couronne.

## Vie professionnelle
Jessica Fridrich travaille comme enseignante au département de génie électrique et informatique à l'université d'État de New York à Binghamton. Elle se spécialise dans le tatouage numérique et la criminalistique. Elle a reçu sa maîtrise en mathématiques appliquée à l'université technique de Prague en 1987 et son doctorat en science des systèmes, à l'université d'État de New York à Binghamton, en 1995.

## Brevets
- 7,787,652 Intégration des données dans les objets numériques.
- 7,787,030 Intégration des données dans les objets numériques.
- 7,616,237 Possession de dispositifs d'identification et d'un dispositif d'imageries.
- 7,239,717 Possession et dispositif d'identification d'un dispositif d'imageries.
- RE40,477 Fiable de détection de LSB stéganographie en couleur et en niveaux de gris des images.
- 7,239,717 Intégration des données dans les objets numériques.
- 7,006,656 Intégration de données en objet numérique.
- 6,831,991 Détection fiable de LSB stéganographie en couleur et en niveaux de gris des images.